# Olaria (Nova Friburgo)
Olaria é um bairro da Zona Sul do município de Nova Friburgo, no interior do estado do Rio de Janeiro. sua população no ano de 2010 era de 18 081 habitantes, possuindo um total de 7 432 domicílios particulares distribuídos em uma área de 2,1 km². É o bairro mais populoso de Nova Friburgo. Também é um dos bairros friburguenses que mais sofre com acidentes de trânsito.

O bairro foi criado pelo Projeto de Lei 4.488/09, que oficializou os nomes dos bairros de Nova Friburgo do 1º e 6º distritos. O projeto foi sancionado pelo prefeito Heródoto Bento de Mello e tornou-se a Lei Municipal número 3.792/09.

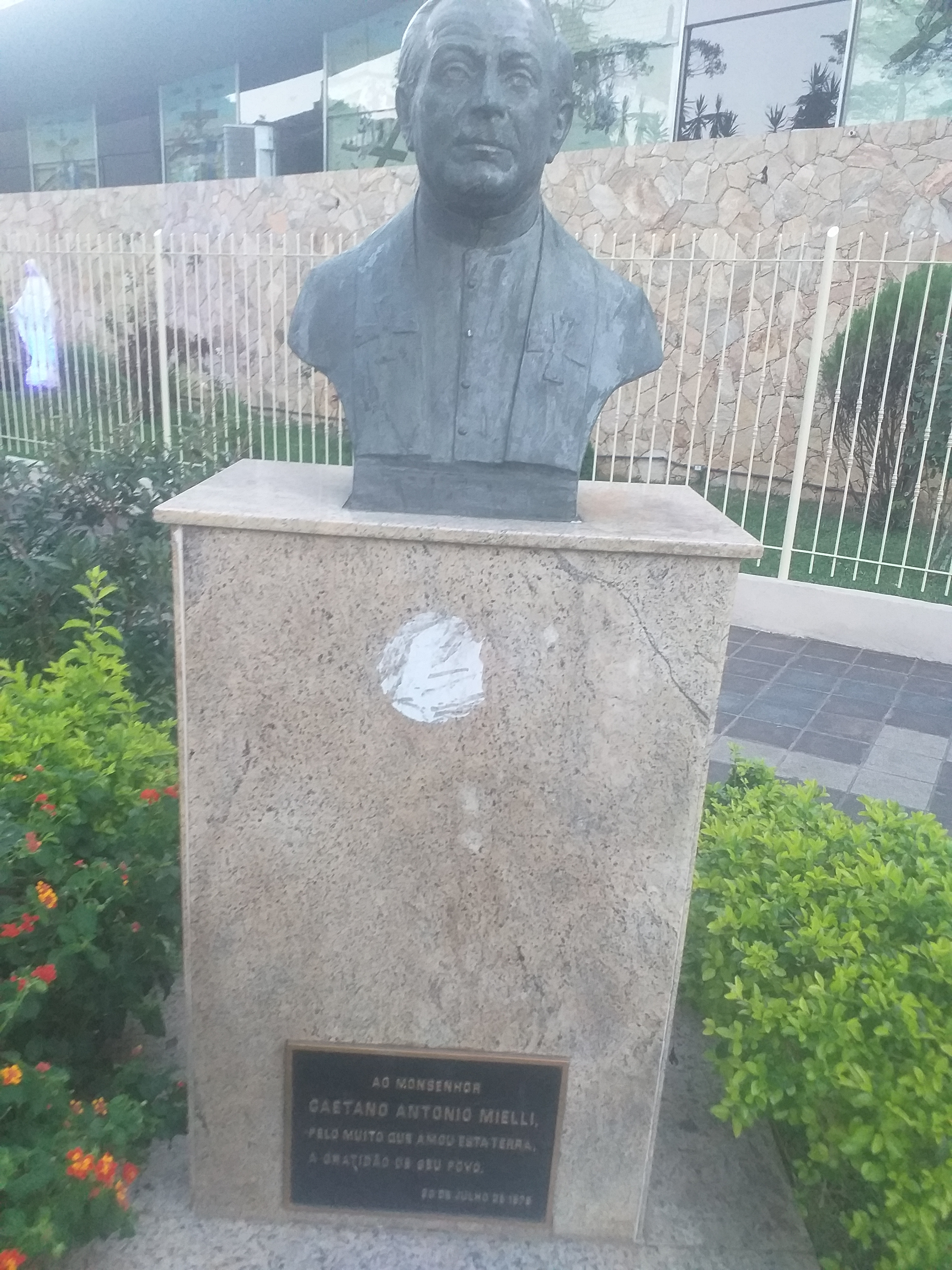
Homenagem a Gaetano Antonio Mielli
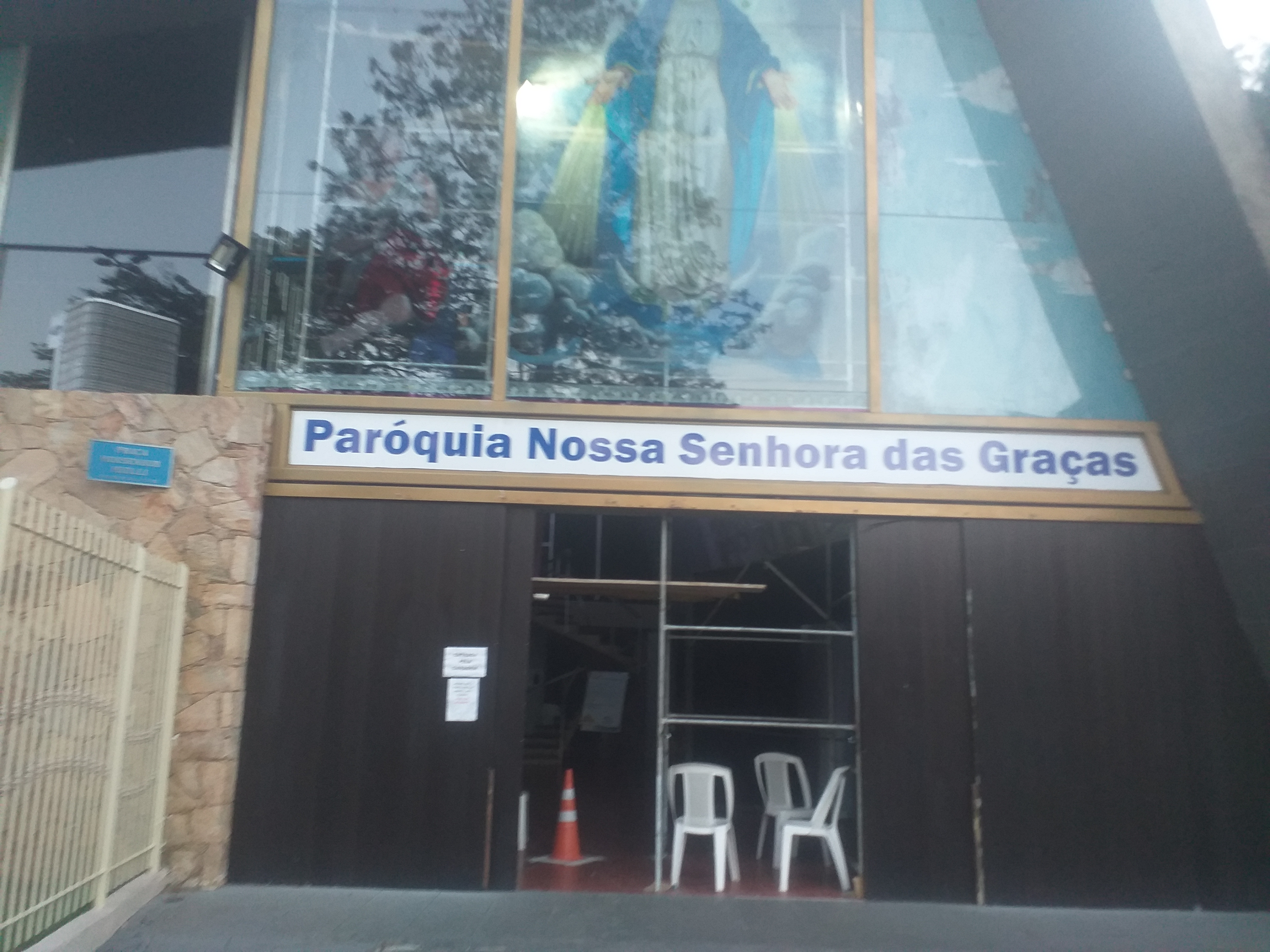
Paróquia Nossa Senhora das graças
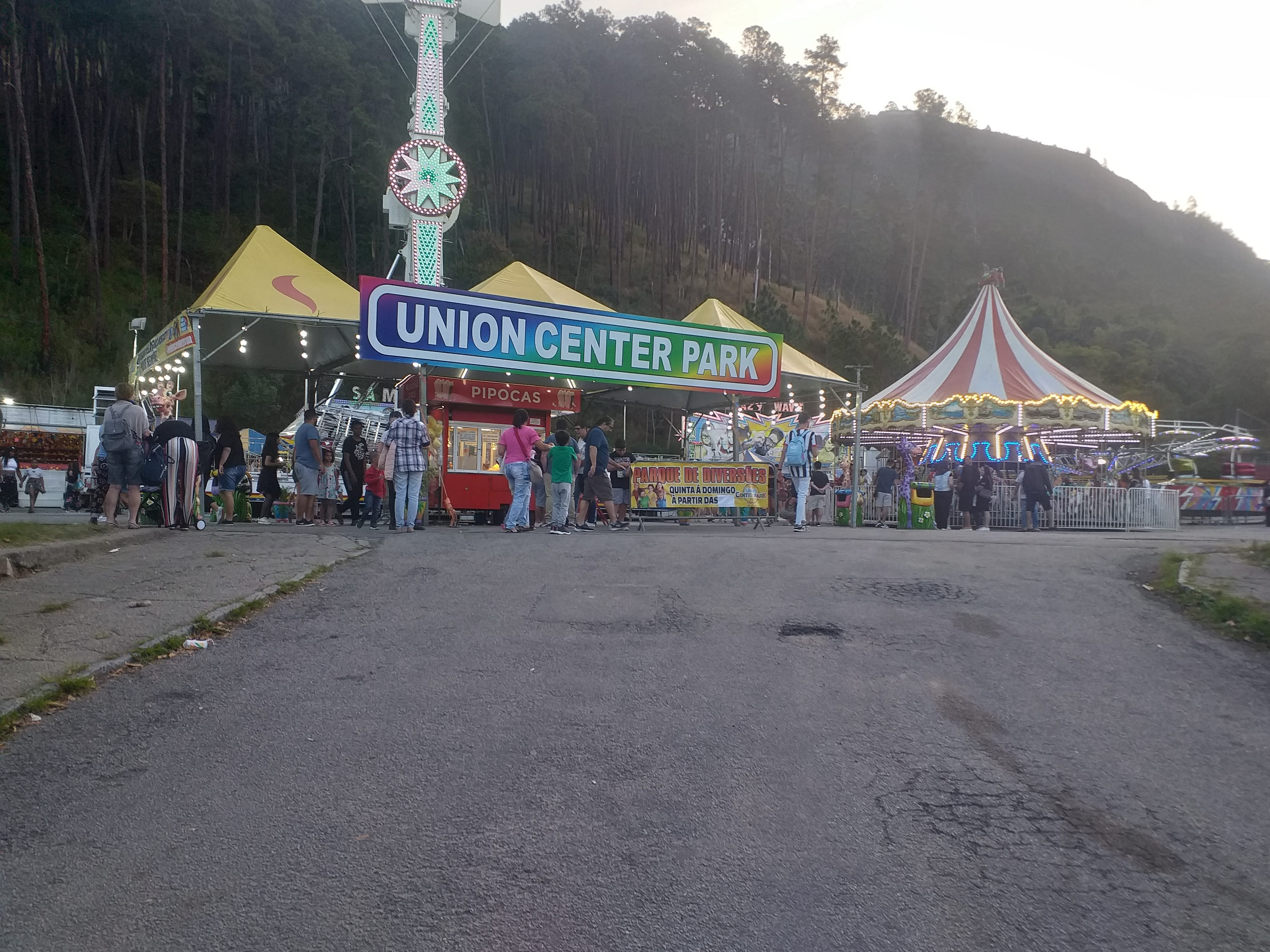
Parque de diversão Union Center Park